# 格朗和哈尼族自治区
格朗和哈尼族自治区，中国已撤消的行政区划。
1954年置（区级）。治所在格朗和（今云南省勐海县格朗和乡）。1956年撤销，并入勐海县。 